# Ernolsheim-Bruche
Ernolsheim-Bruche är en kommun i departementet Bas-Rhin i regionen Grand Est (tidigare regionen Alsace) i nordöstra Frankrike. Kommunen ligger i kantonen Molsheim som tillhör arrondissementet Molsheim. År 2022 hade Ernolsheim-Bruche 1 920 invånare.

## Befolkningsutveckling
Antalet invånare i kommunen Ernolsheim-Bruche
| Referens: INSEE |